# BMW M52

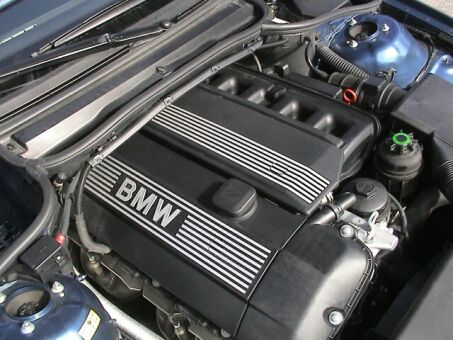
BMW M52B25TU

BMW M52 – silnik BMW produkowany w siedmiu wersjach.

## M52 B20 – 206S3
| Liczba cylindrów           | 6                                  |
| Średnica cylindrów         | 80 mm                              |
| Skok tłoka                 | 66 mm                              |
| Pojemność                  | 1991 cm³                           |
| Stopień sprężania          | 11,0:1                             |
| Moc maksymalna             | 110 kW (150 KM) przy 5900 obr./min |
| Obroty maksymalne          | 6555 obr./min                      |
| Maksymalny moment obrotowy | 190 Nm przy 4200 obr./min          |

## M52 B25 – 256S3
| Liczba cylindrów           | 6                                  |
| Średnica cylindrów         | 84 mm                              |
| Skok tłoka                 | 75 mm                              |
| Pojemność                  | 2494 cm³                           |
| Stopień sprężania          | 10,5:1                             |
| Moc maksymalna             | 125 kW (170 KM) przy 5500 obr./min |
| Obroty maksymalne          | 6500 obr./min                      |
| Maksymalny moment obrotowy | 245 Nm przy 3950 obr./min          |

## M52 B28 – 286S1
| Liczba cylindrów           | 6                                  |
| Średnica cylindrów         | 84 mm                              |
| Skok tłoka                 | 84 mm                              |
| Pojemność                  | 2793 cm³                           |
| Stopień sprężania          | 10,2:1                             |
| Moc maksymalna             | 142 kW (193 KM) przy 5300 obr./min |
| Obroty maksymalne          | 6500 obr./min                      |
| Maksymalny moment obrotowy | 280 Nm przy 3950 obr./min          |

## M52 B28 – 286S1 (Z3)
| Liczba cylindrów           | 6                                  |
| Średnica cylindrów         | 84 mm                              |
| Skok tłoka                 | 84 mm                              |
| Pojemność                  | 2793 cm³                           |
| Stopień sprężania          | 10,2:1                             |
| Moc maksymalna             | 141 kW (192 KM) przy 5300 obr./min |
| Obroty maksymalne          | 6500 obr./min                      |
| Maksymalny moment obrotowy | 275 Nm przy 3950 obr./min          |

## BMW M52TU
BMW M52TU – W 1998 roku zmodernizowano silnik M52, rezygnując z powłoki tulei cylindrów nikasil na rzecz tulei żeliwnych i wprowadzając tzw. podwójny VANOS.

### M52B20TU – 206S4
| Liczba cylindrów           | 6                                  |
| Średnica cylindrów         | 80 mm                              |
| Skok tłoka                 | 66 mm                              |
| Pojemność                  | 1991 cm³                           |
| Stopień sprężania          | 11,0:1                             |
| Moc maksymalna             | 110 kW (150 KM) przy 5900 obr./min |
| Obroty maksymalne          | 6500 obr./min                      |
| Maksymalny moment obrotowy | 190 Nm przy 3500 obr./min          |

### M52B25TU – 256S4
| Liczba cylindrów           | 6                                  |
| Średnica cylindrów         | 84 mm                              |
| Skok tłoka                 | 75 mm                              |
| Pojemność                  | 2494 cm³                           |
| Stopień sprężania          | 10,5:1                             |
| Moc maksymalna             | 125 kW (170 KM) przy 5500 obr./min |
| Obroty maksymalne          | 6500 obr./min                      |
| Maksymalny moment obrotowy | 245 Nm przy 3500 obr./min          |

### M52B28TU  – 286S2
| Liczba cylindrów           | 6                                  |
| Średnica cylindrów         | 84 mm                              |
| Skok tłoka                 | 84 mm                              |
| Pojemność                  | 2793 cm³                           |
| Stopień sprężania          | 10,2:1                             |
| Moc maksymalna             | 142 kW (193 KM) przy 5300 obr./min |
| Obroty maksymalne          | 6500 obr./min                      |
| Maksymalny moment obrotowy | 280 Nm przy 3500 obr./min          |